# Pieds nus sous les rhododendrons
Pieds nus sous les rhododendrons est le troisième tome de la série de bande dessinée Jonathan.
À chaque album de la série est associée une liste de musiques d'ambiance. Pour ce tome : 
- Mike Oldfield : Ommadawn
- Musique sacrée tibétaine
- Tangerine Dream : Rubycon

## Personnages
- Jonathan
- Rinzin: jeune paysanne, elle monte à manger à Jonathan
- Kenzing : vieil homme, sage du village
- Dzaza Dzongzong : occidental disparu depuis cinq ans. La fée/sorcière a prévu cette rencontre. Il doit aider Jonathan à voir clair.
- Drolma : fille d'un des rares couples princiers restés à Lhassa. Ses parents meurent assassinés par des chinois. En tibétain, son nom signifie "la sauvée" mais aussi "la salvatrice".

## Synopsis
Depuis trois mois, Jonathan s'est installé dans un village. Il écrit, travaille avec les habitants. Rinzin, lui porte ses repas. Il découvre une enfant sauvage qui rôde autour de sa maison. À force de patience, il finit par l'apprivoiser et cherche à l'aider. Elle vient dessiner chez lui. Mais, Rinzin va lui faire peur et elle disparaît. Jonathan, inquiet, discute avec Kenzing, l'ancien du village et lui montre un dessin de l'enfant. Kenzing reconnaît ce dessin qu'il a déjà vu sur le cahier d'un occidental venu séjourner au village. Il indique à Jonathan le moyen de le rejoindre.
Dans la vallée du Tsang-Po, Jonathan prend une barque en peau de Yak, descend un torrent impétueux. Il sent de nouveau la présence de la petite fille, remarque de petites traces de pas, elle le suit. Des nomades l'arrêtent, ils sont à la recherche d'un voleur de bijoux et de provisions. Le voleur marche nus pieds. Jonathan fait halte pour la nuit dans une grotte. Dans le noir, il sait qu'il n'est pas seul, il se fige. À l'aube, un occidental lui fait face : Dzaza Dzongzong. Il a profité de l'obscurité pour le rencontrer. Il raconte à Jonathan l'histoire de la princesse Drolma, fillette qu'il a connu à Lhassa. Elle a découvert le corps de ses parents assassinés et s'est enfui retournant à une vie sauvage. Quelques notes de musique la font réapparaître. Pour la première fois, elle parle et rit avec ses deux amis. Elle décide de partir avec Jonathan.

### Documentation
- Jean Léturgie, « Pieds nus sous les rhododendrons », Schtroumpfanzine, no 25,‎ décembre 1978, p. 23.